# IRT 브로드웨이-7번로 선
IRT 브로드웨이-7번로 선(영어: IRT Broadway–Seventh Avenue Line)은 뉴욕 지하철의 선로 중 하나로, A 디비전(IRT)에 속해 있다. 로어맨해튼 북쪽의 사우스 페리에서 리버데일에 있는 밴코틀랜드 파크-242번가까지 이어지는 선로이다. 브로드웨이-7번로 선의 일부인 브루클린 지선(Brooklyn Branch)은 건설 동안에는 윌리엄 스트리트 지선으로 알려져 있으며, 챔버스 스트리트의 본선에서 남동쪽으로 클라크 스트리트 터널을 지나 다운타운 브루클린의 버러 홀까지 간다.

## 개요
브루클린 지선의 남쪽 종착지는 분명하지 않다. 1981년 "가장 악화된 지하철역" 목록에서 MTA는 IRT 뉴 로츠 선의 버러 홀 역과 클라크 스트리트 역을 열거하였다. 그러나, 2007년 이후 현재, 출구 표지판은 버러 홀을 IRT 브로드웨이-7번로 선 역으로 표시하고, 버러 홀의 두 부분은 브로드웨이-7번로 선 및 IRT 이스턴 파크웨이 선을 따라 표시되어 있다. 연결 명칭 "K" (클라크 스트리트 터널)과 "M" (조랄레몬 스트리트 터널)은 버러 홀에서 "E" (이스턴 파크웨이 선)이 된다.
노선은 맨해튼의 서쪽을 따라 뻗어 있기 때문에 IRT 웨스트 사이드 선(IRT West Side Line)이라고도 한다.; 42번가 북쪽 부분은 뉴욕의 첫번째 지하철의 일부로 지어졌다. 이 회선은 링컨 센터, 컬럼비아 대학교 및 뉴욕 시립 대학교와 같은 장소를 제공한다.
IRT 브로드웨이-7번로 선을 이용하는 열차 운행 계통은 지하철 표지 및 노선도에서 토마토 빨간색으로 표시된다. 이 노선은 1, 2, 3번 운행 계통을 제공하며, 많은 수의 열차를 함께 운행한다. 과거에는 1번 열차가 9번 열차와 함께 스킵-스톱(skip-stop) 방식으로 운행하였으며,  2005년 5월 27일 이후 중단되었다. 1994년 이후, 이 스킵-스톱 방식은 러시아워 시간대의 어퍼맨해튼에서만 사용되었다.
96번가 이북의 많은 선로를 따라 있는 미사용 중인 제3 선로는 과거에는 96번가와 137번가 사이의 혼잡 구간 급행 서비스를 위해 사용되었다. 이 중앙 선로는 현재 건설 중에 다른 길로 수송 할 때만 이용된다. 디크먼 스트리트(Dyckman Street)와 밴코틀랜드 파크-242번가(Van Cortlandt Park–242nd Street) 사이에도 미사용 중인 제3 선로가 있다. 그 사이에, 이 세 선로를 통하는, 3개 야드가 선로에 연결되어 있다. 240번가 야드(240th Street Yard)는 밴코틀랜드 파크-242번가와 238번가 사이에 있다. 이 야드는 21개의 보존 선로를 보유하고 있으며, 1호선 철도 차량을 보유하고 있다. 다음 야드는, 러시아워에 사용되는 몇 대의 열차를 줄이고 전체 선의 차량을 청소 및 분해를 한다. 마지막으로 137번가 야드(137th Street Yard)에는 여섯 개의 선로가 있으며, 열차는 러시아워에서 선회한다.

### 클라크 스트리트 터널

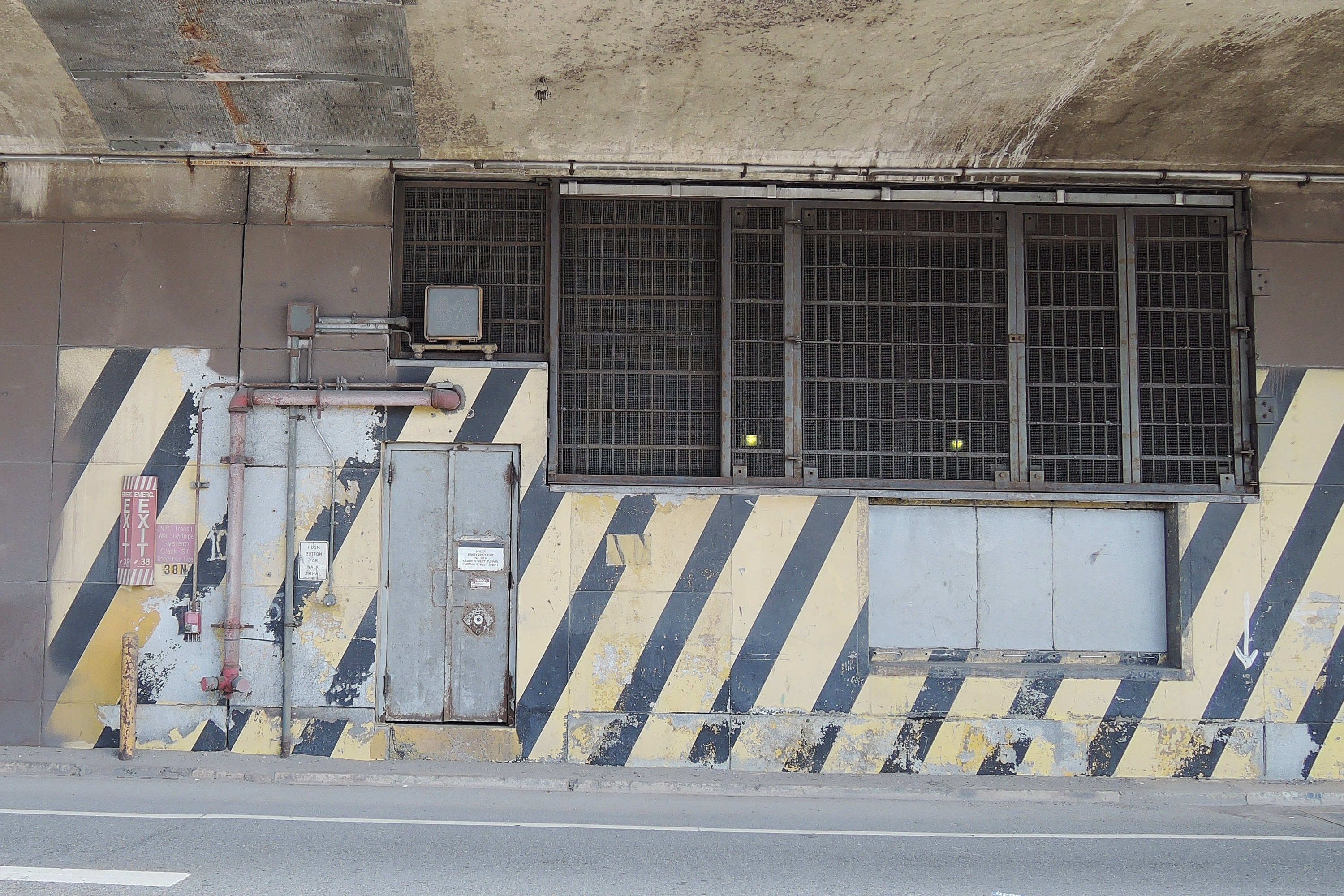
브루클린 풀먼 스트리트의 비상 출구

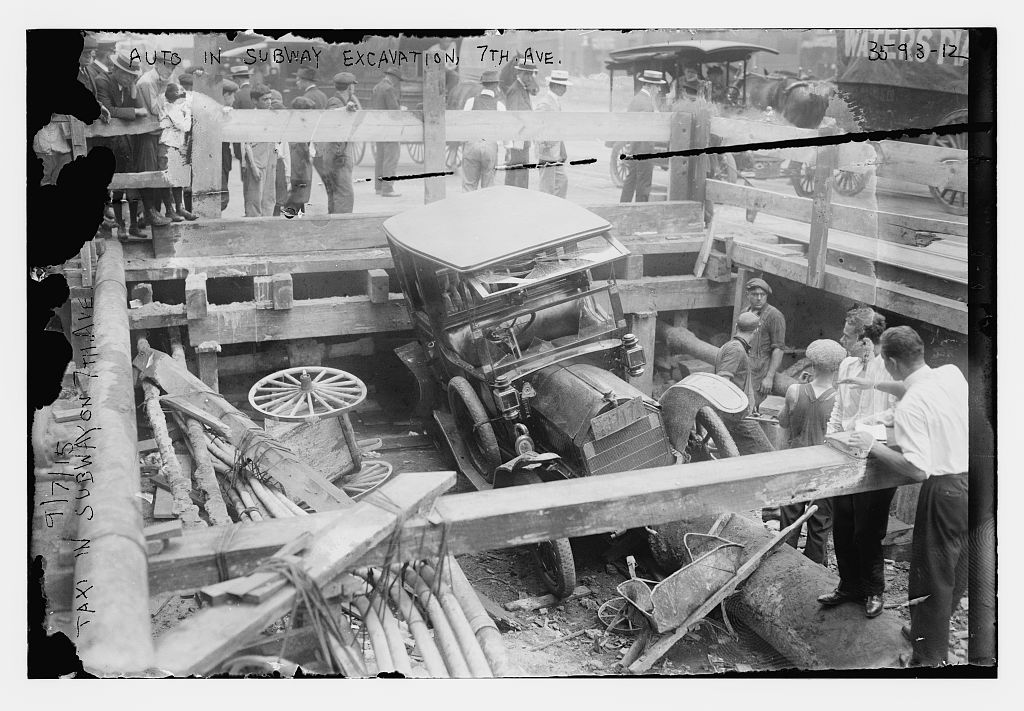
1915년 7번로 지하철 터널이 붕괴된 곳에 빠진 자동차

클라크 스트리트 터널(Clark Street tunnel)은 맨해튼과 브루클린 사이의 이스트 강을 건너는 해저 터널로 2, 3번 열차가 운행된다. 1919년 4월 15일 화요일에 조랄레몬 스트리트 터널(Joralemon Street tunnel)에서 혼잡도를 덜어주고 브루클린과 맨해튼 서쪽 사이를 이용하는 승객에게 직접적인 경로를 제공하는 서비스를 위해 열었다. 약 5,900 피트의 길이, 수중으로 약 3,100 피트에 있다.
터널의 건설은 1914년 10월 12일에 시작되었으며, 압축 공기와 함께 터널 실드를 사용하였다. 터널은 토목 기술자 클리포드 밀번 홀랜드(Clifford Milburn Holland)에 의해 설계되었으며, 훗날 홀랜드 터널(Holland Tunnel)의 수석 기술자가 된다. 북쪽 관은 1916년 11월 28일에 개통되었다.
1990년 12월 28일, 클락 스트리트 터널 내부의 전기 화재로 지하철에서 승객이 30분 이상 갇혀 2명이 사망하고 149명이 부상당했다.

## 범위 및 운행계통
해당 운행계통은 브로드웨이-7번로 선의 일부 또는 전 구간을 사용하며, 색상은 토마토 빨간색이다.:
|                             | 시간대      | 시간대 | 구간                                                                            |
| 새벽 시간대를 제외한 시간대 | 새벽 시간대 |        | 구간                                                                            |
| --------------------------- | ----------- | ------ | ------------------------------------------------------------------------------- |
| "1" 열차                    | 완행        | 완행   | 사우스 페리에서 전체 구간                                                       |
| "2" 열차                    | 급행        | 완행   | 96번가 ~ 버러 홀                                                                |
| "3" 열차                    | 급행        | 급행   | 96번가 ~ 버러 홀 (새벽을 제외한 전 시간대) 96번가 ~ 타임스 스퀘어 (새벽 시간대) |

### 역 목록
| 역 서비스 범례                        | 역 서비스 범례                            |
| ------------------------------------- | ----------------------------------------- |
| 전 시간대에 정차                      | 전 시간대에 정차                          |
| 새벽 시간대를 제외한 전 시간대에 정차 | 심야 시간대를 제외한 전 시간대에 정차     |
| 새벽 시간대에만 정차                  | 심야 시간대에만 정차                      |
| 평일에만 정차                         | 평일에만 정차                             |
| 러시아워 시간대에만 정차              | 출퇴근 시간대에만 정차                    |
| 러시아워 시간대의 혼잡 구간에만 정차  | 출퇴근 시간대의 혼잡 구간에만 정차        |
| 시간대 세부 정보                      |                                           |
|                                       |                                           |
| 장애인 접근                           | 미국 장애인법 적용 역                     |
| ↑                                     | 미국 장애인법에 따라 화살표만 표시하는 역 |
| ↓                                     | 미국 장애인법에 따라 화살표만 표시하는 역 |
|                                       | 중이층으로만 이동가능한 엘리베이터        |

| 인근 위치                                        |                                                                               | 역 (한글)                         | 역 (영문)                          | 노선            | 운행 계통 | 개업일자         | 환승 및 참고 |
| ------------------------------------------------ | ----------------------------------------------------------------------------- | --------------------------------- | ---------------------------------- | --------------- | --------- | ---------------- | --- |
| 리버데일                                         |                                                                               | 밴코틀랜드 파크-242번가           | Van Cortlandt Park–242nd Street    |                 | 1         | 1908년 8월 1일   | |
| 중앙 급행 선로 시작 (정기 서비스 없음)           |                                                                               |                                   |                                    |                 |           |                  | |
| 240번가 야드에 선로 연결                         |                                                                               |                                   |                                    |                 |           |                  | |
| 킹스브리지, 리버데일                             |                                                                               | 238번가                           | 238th Street                       | 완행            | 1         | 1908년 8월 1일   | |
| 킹스브리지, 리버데일                             |                                                                               | 231번가                           | 231st Street                       | 완행            | 1         | 1907년 1월 27일  | |
| 마블힐                                           |                                                                               | 마블힐-225번가                    | Marble Hill–225th Street           | 완행            | 1         | 1907년 1월 14일  | 메트로 노스 철도와 연결 (마블힐역이 속한 허드슨 선) |
| 브로드웨이 브리지                                |                                                                               |                                   |                                    |                 |           |                  | |
| 인우드                                           |                                                                               | 221번가                           | 221st Street                       | 완행            |           | 1906년 3월 12일  | 1907년 1월 14일 폐역 |
| 인우드                                           |                                                                               | 215번가                           | 215th Street                       | 완행            | 1         | 1906년 3월 12일  | |
| 인우드                                           | 207번가 야드에 선로 연결                                                      |                                   |                                    |                 |           |                  | |
| 인우드                                           |                                                                               | 207번가                           | 207th Street                       | 완행            | 1         | 1907년           | Bx12 셀렉트 버스 서비스 |
| 인우드                                           | 중앙 급행 선로 끝                                                             |                                   |                                    |                 |           |                  | |
| 인우드                                           | ↓                                                                             | 크먼 스트리트                     | Dyckman Street                     |                 | 1         | 1906년 3월 12일  | 남행 방면에서만 ADA-액세서빌(접근성) 가능 |
| 워싱턴하이츠                                     | Elevator access to mezzanine only                                             | 191번가                           | 191st Street                       |                 | 1         | 1911년 1월 14일  | |
| 워싱턴하이츠                                     | Elevator access to mezzanine only                                             | 181번가                           | 181st Street                       |                 | 1         | 1906년 3월 30일  | |
| 워싱턴하이츠                                     | Elevator access to mezzanine only                                             | 168번가                           | 168th Street                       |                 | 1         | 1906년 4월 14일  | IND 8번로 선 (A C ) |
| 워싱턴하이츠                                     |                                                                               | 157번가                           | 157th Street                       |                 | 1         | 1904년 11월 12일 | |
| 중앙 급행 선로 시작 (정기 서비스 없음)           |                                                                               |                                   |                                    |                 |           |                  | |
| 할렘                                             |                                                                               | 145번가                           | 145th Street                       | 완행            | 1         | 1904년 10월 27일 | |
| 할렘                                             | 본선을 둘러싼 137번가 야드 트랙                                               |                                   |                                    |                 |           |                  | |
| 할렘                                             |                                                                               | 137번가-시티 칼리지               | 137th Street–City College          | 완행            | 1         | 1904년 10월 27일 | |
| 할렘                                             |                                                                               | 125번가                           | 125th Street                       | 완행            | 1         | 1904년 10월 27일 | |
| 모닝사이드하이츠                                 |                                                                               | 116번가-컬럼비아 대학교           | 116th Street–Columbia University   | 완행            | 1         | 1904년 10월 27일 | M60 셀렉트 버스 서비스를 통하여 라과디아 공항 이동 가능 |
| 모닝사이드하이츠                                 |                                                                               | 캐시드럴 파크웨이-110번가         | Cathedral Parkway–110th Street     | 완행            | 1         | 1904년 10월 27일 | |
| 어퍼웨스트사이드                                 |                                                                               | 103번가                           | 103rd Street                       | 완행            | 1         | 1904년 10월 27일 | |
| 어퍼웨스트사이드                                 | 중앙 급행 선로 끝                                                             |                                   |                                    |                 |           |                  | |
| 어퍼웨스트사이드                                 | IRT 레녹스 애비뉴 선이 급행 선로로 합류 (2 3 )                                |                                   |                                    |                 |           |                  | |
| 어퍼웨스트사이드                                 |                                                                               | 96번가                            | 96th Street                        | 모두 정차       | 1 2 3     | 1904년 10월 27일 | |
| 어퍼웨스트사이드                                 |                                                                               | 91번가                            | 91st Street                        | 완행            |           | 1904년 10월 27일 | 1959년 2월 2일 폐역 |
| 어퍼웨스트사이드                                 |                                                                               | 86번가                            | 86th Street                        | 완행            | 1 2       | 1904년 10월 27일 | M86 셀렉트 버스 서비스 |
| 어퍼웨스트사이드                                 |                                                                               | 79번가                            | 79th Street                        | 완행            | 1 2       | 1904년 10월 27일 | |
| 어퍼웨스트사이드                                 |                                                                               | 72번가                            | 72nd Street                        | 모두 정차       | 1 2 3     | 1904년 10월 27일 | |
| 어퍼웨스트사이드                                 |                                                                               | 66번가-링컨 센터                  | 66th Street–Lincoln Center         | 완행            | 1 2       | 1904년 10월 27일 | |
| 미드타운                                         |                                                                               | 59번가-컬럼버스 서클              | 59th Street–Columbus Circle        | 완행            | 1 2       | 1904년 10월 27일 | IND 8번로 선 (A B C D ) |
| 미드타운                                         |                                                                               | 50번가                            | 50th Street                        | 완행            | 1 2       | 1904년 10월 27일 | |
| 미드타운                                         | 북행 선로가 IRT 42번가 셔틀로 합류 (정규 서비스 없음)                         |                                   |                                    |                 |           |                  | |
| 미드타운                                         |                                                                               | 타임스 스퀘어-42번가              | Times Square–42nd Street           | 모두 정차       | 1 2 3     | 1917년 6월 3일   | IRT 플러싱 선 (7 <7> ) IND 8번로 선 (A C E ): 42번가-포트 오소리티 버스 터미널 BMT 브로드웨이 선 (N Q R W ) 42번가 셔틀 (S ) 포트 오소리티 버스 터미널                                                                            |
| 미드타운                                         |                                                                               | 34번가-펜역                       | 34th Street–Penn Station           | 모두 정차       | 1 2 3     | 1917년 6월 3일   | 암트랙, LIRR, N.J. 트랜싯 환승 가능: 펜실베이니아역 M34 / M34A 셀렉트 버스 서비스 |
| 첼시                                             |                                                                               | 28번가                            | 28th Street                        | 완행            | 1 2       | 1918년 7월 1일   | |
| 첼시                                             |                                                                               | 23번가                            | 23rd Street                        | 완행            | 1 2       | 1918년 7월 1일   | M23 셀렉트 버스 서비스 |
| 첼시                                             |                                                                               | 18번가                            | 18th Street                        | 완행            | 1 2       | 1918년 7월 1일   | |
| 첼시                                             |                                                                               | 14번가                            | 14th Street                        | 모두 정차       | 1 2 3     | 1918년 7월 1일   | IND 6번로 선 (F M ): 14번가 BMT 캐나시 선 (L ): 6번로 PATH 환승 가능: 14번가역 |
| 그리니치빌리지                                   |                                                                               | 크리스토퍼 스트리트-쉐리든 스퀘어 | Christopher Street–Sheridan Square | 완행            | 1 2       | 1918년 7월 1일   | PATH 환승 가능: 크리스토퍼 스트리트역 |
| 그리니치빌리지                                   |                                                                               | 하우스턴 스트리트                 | Houston Street                     | 완행            | 1 2       | 1918년 7월 1일   | |
| 트라이베카                                       |                                                                               | 카날 스트리트                     | Canal Street                       | 완행            | 1 2       | 1918년 7월 1일   | |
| 트라이베카                                       |                                                                               | 프랭클린 스트리트                 | Franklin Street                    | 완행            | 1 2       | 1918년 7월 1일   | |
| 파이낸셜 디스트릭트                              |                                                                               | 챔버스 스트리트                   | Chambers Street                    | 모두 정차       | 1 2 3     | 1918년 7월 1일   | |
| 파이낸셜 디스트릭트                              | 급행 선로가 브루클린 지선으로 분할 (2 3 ); 완행 선로는 본선으로 계속됨 (1 2 ) |                                   |                                    |                 |           |                  | |
| 파이낸셜 디스트릭트                              |                                                                               | 코트랜드 스트리트                 | Cortlandt Street                   | 완행            |           | 1918년 7월 1일   | 2001년 9월 11일 9·11 테러로 인한 피해로 폐쇄됨. 2018년에 재개장 할 예정. PATH의 세계 무역 센터과 연결 |
| 파이낸셜 디스트릭트                              |                                                                               | 렉터 스트리트                     | Rector Street                      | 완행            | 1 2       | 1918년 7월 1일   | |
| 파이낸셜 디스트릭트                              | 사우스 페리에서 본선과 외부 루프 간 분할                                      |                                   |                                    |                 |           |                  | |
| 파이낸셜 디스트릭트                              |                                                                               | 사우스 페리 (루프 승강장)         | South Ferry (Loop Platform)        | outer loop only | 1 2       | 1918년 7월 1일   | 2009년 3월 16일 새 터미널 개통과 함께 폐역 2013년 4월 4일 임시 역 및 1호선 열차용 터미널로 재개장 BMT 브로드웨이 선 (N R W ): 화이트홀 스트리트-사우스 페리 M15 셀렉트 버스 서비스 사우스 페리에서 스태튼 아일랜드 페리 환승 가능 |
| 파이낸셜 디스트릭트                              |                                                                               | 사우스 페리 (새 승강장)           | South Ferry (New Platform)         | 완행            |           | 2009년 3월 16일  | 2012년 11월 허리케인 샌디로 인한 피해로 폐쇄. 2017년 재개장 예정. BMT 브로드웨이 선 (N R W ): 화이트홀 스트리트-사우스 페리 M15 셀렉트 버스 서비스 사우스 페리에서 스태튼 아일랜드 페리 환승 가능                                 |
| 본선 종료 지점 (1 2 )                            |                                                                               |                                   |                                    |                 |           |                  | |
|                                                  |                                                                               |                                   |                                    |                 |           |                  | |
| 브루클린 지선 (2 3 )                             |                                                                               |                                   |                                    |                 |           |                  | |
| 파이낸셜 디스트릭트                              |                                                                               | 파크 플레이스                     | Park Place                         | 급행            | 2 3       | 1918년 8월 1일   | IND 8번로 선 (A C ): 챔버스 스트리트 IND 8번로 선 (E ): 세계 무역 센터 PATH 환승 가능 (세계 무역 센터) |
| 파이낸셜 디스트릭트                              |                                                                               | 풀튼 스트리트                     | Fulton Street                      | 급행            | 2 3       | 1918년 8월 1일   | IRT 렉싱턴 애비뉴 선 (4 5 ) IND 8번로 선 (A C ) BMT 나소 스트리트 선 (J Z ) BMT 브로드웨이 선 (N R W )과 연결 (데이 스트리트 패세지웨이를 경유하여 코트랜드 스트리트역에서 환승)                                                  |
| 파이낸셜 디스트릭트                              |                                                                               | 월 스트리트                       | Wall Street                        | 급행            | 2 3       | 1918년 8월 1일   | |
| 클라크 스트리트 터널                             |                                                                               |                                   |                                    |                 |           |                  | |
| 브루클린하이츠                                   | Elevator access to mezzanine only                                             | 클락 스트리트역                   | Clark Street                       | 급행            | 2 3       | 1919년 4월 15일  | |
| 다운타운 브루클린                                |                                                                               | 버러 홀                           | Borough Hall                       | 급행            | 2 3       | 1919년 4월 15일  | IRT 이스턴 파크웨이 선 (4 5 ) BMT 4번로 선: 코트 스트리트역(N R W ) |
| IRT 이스턴 파크웨이 선의 완행 선로로 전환 (2 3 ) |                                                                               |                                   |                                    |                 |           |                  | |